# Bandéo
Ne doit pas être confondu avec Bandéo-Naponé.
Bandéo est une commune rurale située dans le département de Pouni de la province de Sanguié dans la région du Centre-Ouest au Burkina Faso.

## Éducation et santé
Le centre de soins le plus proche de Bandéo est le centre de santé et de promotion sociale (CSPS) de Bandéo-Naponé tandis que le centre médical avec antenne chirurgicale (CMA) se trouve à Réo.